# Brechin

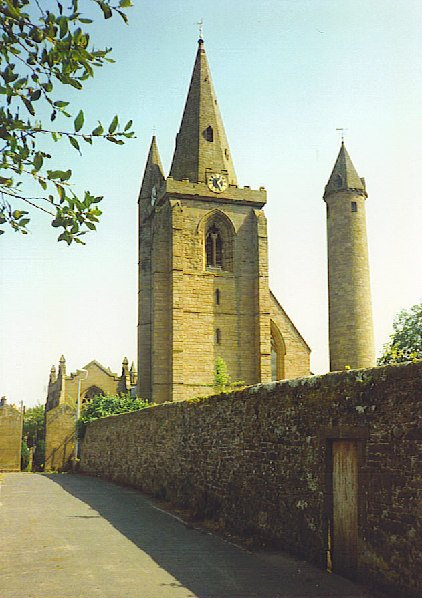
Domkyrkan i Brechin.

Brechin är en ort vid floden South Esk i den skotska kommunen Angus. Orten är centrum för ett stift inom Skotska episkopalkyrkan, och har en katedral från 1100-talet. Folkmängden uppgick till 7 520 invånare 2012, på en yta av 3,08 km².